# Bedalewun
Bedalewun is een bestuurslaag in het regentschap Flores Timur van de provincie Oost-Nusa Tenggara, Indonesië. Bedalewun telt 544 inwoners (volkstelling 2010).